# Multiple Sclerosis Society of Great Britain
Multiple Sclerosis Society of Great Britain (en español: Sociedad de esclerosis múltiple de Gran Bretaña) es una organización caritativa británica de investigación médica dedicada a tratar la enfermedad neurológica esclerosis múltiple. La Sociedad también se compromete a llevar cuidados sociales y sanitarios a todo aquel afectado por esta condición. Fue fundada en 1953 por Richard Cave, cuya esposa sufrió de esclerosis múltiple. A enero de 2006 cuenta con 43.000 miembros. Su sede se encuentra en Cricklewood, Londres. 
La Sociedad recibe la mayor parte de sus ingresos de donaciones personales. También ingresa dinero a través de eventos patrocinados. La creadora de la serie Harry Potter, J. K. Rowling, cuya madre murió de esta enfermedad en 1990, ha contribuido con dinero y apoyo para la investigación y tratamiento de la enfermedad.